# Alberto Labarthe
Alberto Labarthe, född 31 mars 1928, död 18 november 2021, var en friidrottare från Chile. Han deltog vid olympiska sommarspelen 1948.